# Carl Menger
Pour les articles homonymes, voir Menger.
Carl Menger, né le 23 février 1840 à Neu Sandec, alors dans l'empire d'Autriche, et mort le 26 février 1921 à Vienne, est un économiste autrichien, fondateur de l'école autrichienne.
Il développe une conception subjective de la valeur, considérant que celle-ci n'est pas inhérente aux biens et fondée sur le travail comme l'avançaient l'école classique puis Karl Marx, mais qu'elle repose sur l'utilité marginale du bien qui dépend de son utilisateur et de ses conditions subjectives. Cette révolution marginaliste de l'école autrichienne a été également développée par l'école de Lausanne, fondée par Léon Walras, et par l'école de Cambridge, fondée par Alfred Marshall, qui toutes trois fondent l'école néoclassique.
Professeur titulaire de la chaire d'économie politique à l'université de Vienne et membre du Sénat, la pensée de Carl Menger est développée principalement dans ses Principes d'économie politique (1871), et se caractérise notamment par le refus de la mathématisation, considérée inapplicable au subjectivisme de l'action humaine.

## Biographie
Carl Menger est né à Nowy Sącz (Pologne). Il est le fils d'une famille aisée de la petite noblesse dont le père était juriste. Après être allé au Gymnasium (lycée), il étudie le droit aux universités de Prague et de Vienne de 1859 à 1863 date à laquelle il devient journaliste. Le 24 novembre 1865, il fonde le journal Wiener Tagblatt, qui sera nationalisé en mars de l'année suivante.
En 1867, il obtient un doctorat en droit (jurisprudence) à l'université Jagellonne de Cracovie. Il rejoint la section de la presse au cabinet du Premier ministre à Vienne. C'est à cette époque qu'il "tombe dans l'économie politique". En 1871, il publie son livre "Principles of Economics" qui fait de lui un des fondateurs de l'école néo-classique. En 1872, il entre à l'université de Vienne comme maître de conférences non payé puis devient professeur associé à plein temps en 1873. En 1876, il  devient un des précepteurs du prince héritier Rodolphe (les textes des cours ont été publiés par [Streissler 1994]). À son retour à Vienne en 1879, il fut nommé par François-Joseph Ier, grâce en partie à l'appui de Lorenz von Stein professeur d'économie à l'université de Vienne. En 1883, il publie son livre "Investigations into the Method of the Social Science with Special Reference to Economics" qui provoqua un conflit avec l'école historique allemande connu sous le titre de Methodenstreit. Menger a eu des brillants étudiants tels que Eugen Böhm-Bawerk ou Friedrich von Wieser qui ont contribué à faire connaître assez rapidement l'école autrichienne. À la fin des années 1880, il est un membre important d'une commission chargée de réformer le système monétaire autrichien, ce qui l'amène à écrire en 1892 un article intitulé "On the Origins of Money". Il prend sa retraite en 1903. Menger et ses premiers disciples font alors partie des économistes et juristes qui « plus que toute autre élite universitaire fournissaient les membres de la bureaucratie impériale ». Lui-même est « un haut fonctionnaire héritier des Lumières joséphiennes, mêlant libéralisme économique, conservatisme politique, et préoccupation prédominante pour la vérité scientifique .. »

## La pensée économique de Carl Menger

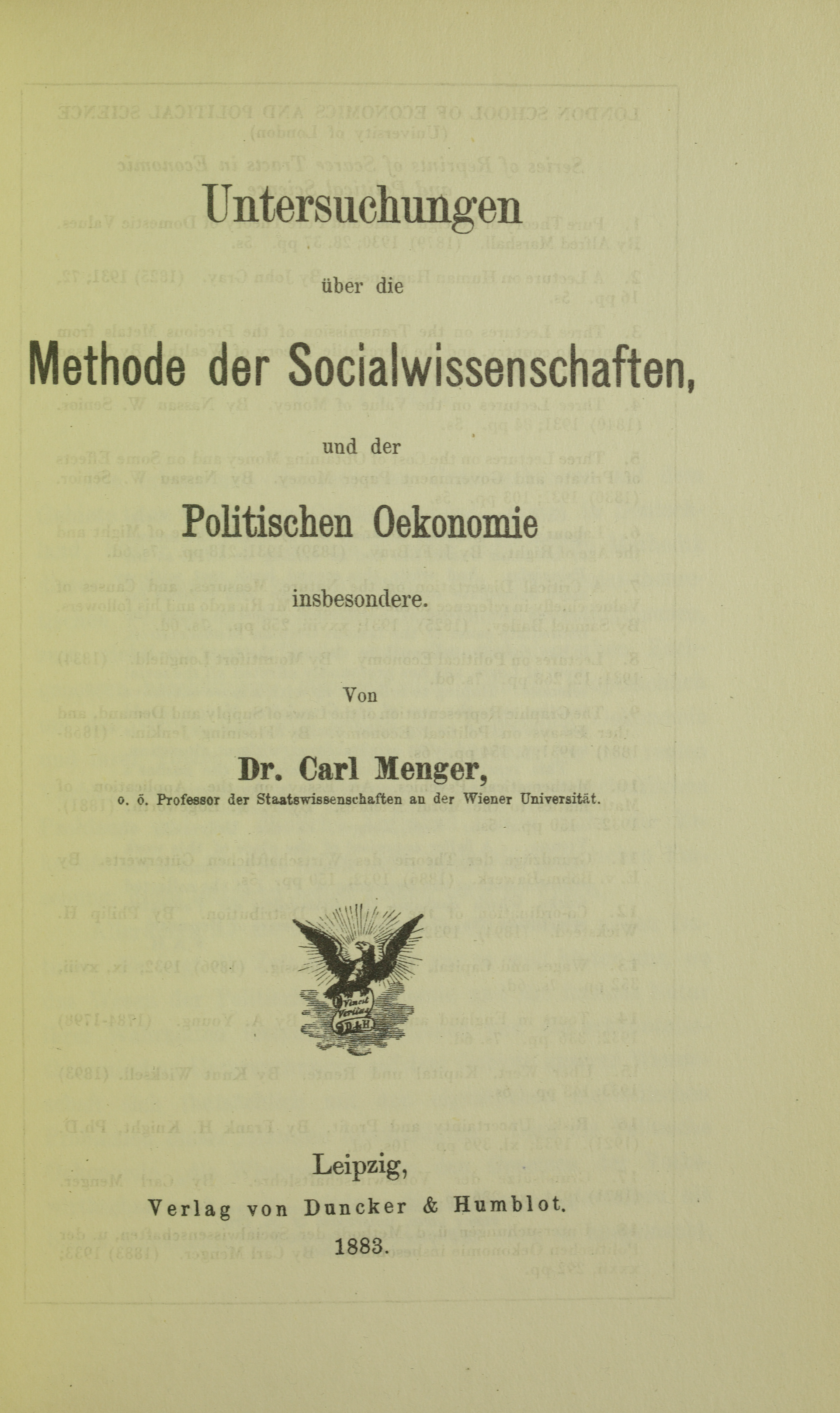
Untersuchungen über das Methode der socialwissenschaften und der politischen Ökonomie insbesondere, 1933

### Les traits caractéristiques de son approche de l'économie
Depuis les travaux notamment de Streissler [1972] et de Jaffé [1976], Menger n'est plus vu comme un auteur marginaliste dont la seule différence d'avec ses pairs serait la non-utilisation des mathématiques. Pour Sandye Gloria-Palermo, l'originalité de Menger est triple :
- L'important pour lui est plus dans le processus économique que dans l'état d'équilibre. Aussi l'approche scientifique doit être analytique (« ceci signifie que pour comprendre un phénomène complexe, il est nécessaire de le décomposer, à travers l'identification des relations de causalité jusqu'à remonter aux facteurs explicatifs les plus simples à l'origine du phénomène »[6]). Pour Campagnolo[7]« La méthode scientifique proposée par Menger est réaliste (d'inspiration aristotélicienne), analytique (déductive) et exacte (obéissant à une causalité stricte) ; elle doit aussi demeurer éthiquement et politiquement neutre et notamment à l'écart des positions que Marx nomme de « classe » » ;
- Le subjectivisme mengérien est plus large que le subjectivisme marginaliste standard « en ce sens qu'il n'est pas limité aux préférences individuelles mais étendu à la production (à travers la théorie de l'imputation), aux coûts (à travers la théorie du coût d'opportunité) et aux objectifs des agents (définis de façon subjective et dépendants des perceptions et des connaissances de l'individu) »[8]. Par ailleurs, ce subjectivisme est dynamique et n'est pas forcément déterminé par le passé ou le présent[8] ;
- Menger veut comprendre la nature de la structure institutionnelle de l'économie car, c'est elle qui conditionne à la fois la structure de la consommation  et la capacité du système à répondre aux besoins[9].

### Travail, capital, monnaie et État chez Menger
- Menger ne veut pas fonder la valeur d'échange sur un quelconque concept de valeur mais insiste sur l'intensité des besoins par les individus. Il tient la valeur-travail comme l'erreur majeure des classiques[10] ;
- Si pour Marx le capital n'est que du « travail mort »[11], pour Menger le capital  est constitué par l'ensemble des biens  à disposition d'un individu qu'il peut utiliser soit dans l'échange soit pour produire[12] ;
- Pour Menger, la monnaie n'est pas un voile c'est-à-dire qu'il y a des liens entre monnaie et économie réelle dont l'économiste recherche les lois[11]. Menger ne condamne pas le monopole d'État sur la monnaie même s'il croit fausse la croyance historiciste que le Prince crée la monnaie. Il perçoit très tôt qu'à travers l'émission monétaire il est possible de limiter les hausses des prix[11] ;
- Pour Menger, il ne s'agit pas d'exclure l'État mais de mieux cerner son rôle et ses fonctions. Campagnolo[13] rappelle l'influence qu'il eut sur les économistes de la Ringstrasse et que lui-même et ses premiers disciples comptèrent parmi les économistes-bureaucrates de l'Autriche de la « Joyeuse Apocalypse ». L'école autrichienne ne deviendra très critique envers l'État qu'à compter des années vingt et de l'opposition de  Ludwig von Mises et de Friedrich von Hayek aux planificateurs socialistes.

### Menger et Aristote
Une source philosophique de la pensée économique de Carl Menger fut l'Éthique à Nicomaque d'Aristote. Cette influence transparait notamment  dans sa façon de concevoir son approche du marginalisme et dans son épistémologie. Pour lui comme dans la philosophie aristotélicienne, la science décrit des rapports de causalité entre des essences et cherche à les comprendre. Les théoriciens cherchent le vrai non dans un but pratique mais pour le contempler. La philosophie pratique (éthique, politique et économique) s'occupe des faits généraux c'est-à-dire qui sont souvent les mêmes. C'est donc au praticien de l'économie qu'il revient de s'occuper de l'action pratique dont le but n'est pas d'atteindre l'essence mais de mettre en pratique au mieux les connaissances acquises.
Le plus grand mérite de Carl Menger a été de redécouvrir et reprendre à son compte cette tradition européenne catholique de la pensée scolastique espagnole (particulièrement celle qui était enseignée depuis le XVIe siècle à Salamanque). Elle avait été presque oubliée et éliminée en raison de la légende noire répandue au sujet de l'Espagne, et aussi de la très négative influence d'une histoire de la pensée économique principalement déterminée par Adam Smith et ses successeurs de l'école anglaise.

### Menger face aux autres fondateurs de l'école néoclassique
Carl Menger ne se sentit que peu d'affinités avec Stanley Jevons (il lui reproche d'être resté trop utilitariste) ainsi qu'avec Léon Walras. Lorsque ce dernier lui écrivit en 1883 pour qu'ils fassent cause commune, il refusa car :
- il y a un désaccord quant à l'objet de la science économique qui vise « moins à obtenir une représentation d'ensemble que de se donner les moyens de saisir des essences (ce que sont les phénomènes économiques) et des causes (pourquoi, ils sont tels qu'ils sont) » ;
- pour lui, l'approche totalisante de l'équilibre général ne peut prendre en compte la réalité fugace de l'échange.

## Œuvre
- Principles of Economics, 1871. (Grundsätze der Volkswirtschaftslehre). Disponible en ligne en anglais
  - Principes d'économie politique, trad.fr., première édition critique incluant les annotations inédites de l'auteur, Établie et présentée par Gilles Campagnolo, Préface de Bertram Schefold, p. 816, Le Seuil, coll. Économie humaine, 2020.
- Investigations into the Method of the Social Sciences: with special reference to economics, 1883. (the Untersuchungen - il a été aussi traduit sous le titre  Problems of Economics and Sociology).
- The Fallacies of Historicism in German Political Economy, 1884. (the Irrthümer).
- On the Origins of Money, 1892, EJ.
- Gesammelte Werke, œuvres réunies et introduites par Friedrich Hayek (Londres, 1934-1936) en quatre volumes : Vol. I : Grundsätze der Volkswirtschaftslehre, 1871 ; Vol. II : Untersuchungen über die Methode der Socialwissenschaften und der Politischen Oekonomie insbesondere, 1883 ; Vol. III : Kleinere Schriften zur Methode und Geschichte der Volkswirtschaftslehre ; Vol. IV : Schriften über Geld und Währungspolitik[19].

### Documentation
Les principaux fonds d'archives de Carl Menger sont répartis à l'université Duke, incluant la documentation de son fils et à l'université Hitotsubashi qui renferme aussi les 20 000 volumes de sa bibliothèque personnelle.

### Articles
- Gilles Campagnolo, « Carl Menger enfin traduit », Commentaire, section « Critiques de livre », no 174, été 2021, p. 449-453.
- Gilles Campagnolo, « Vingt ans d’études sur le fondateur de l’école autrichienne d’économie : Carl Menger (1840-1921)» 2022, no 92 Austriaca, p. 249-273.
- Gilles Campagnolo “Was Carl Menger Aristotelian? A Rejoinder and Clarification” In Cosmos+Taxis, special issue on Menger, 2022, p. 88-99.
- Gilles Campagnolo et Gilbert Tosi « La conception organique des institutions de Carl Menger a-t-elle anticipé ce qu’est un système adaptatif complexe ? Étude sur l’exemple de la théorie de la monnaie » Revue d'Histoire de la Pensée Économique, no 2, 2016, p. 41-71  (ISBN 978-2-406-06350-6).
- Sandye Goria-Palermo, "Les fondements mengeriens des processus économiques par Hayek" Revue d'économie politique nov-déc, 1999.
- Gilles Campagnolo, « Note sur le raisonnement marginal version Carl Menger », Revue française de sociologie, vol. 46, no 4,‎ 2005, p. 799-806 (lire en ligne, consulté le 31 mai 2012)
- Gilles Campagnolo, « Une source philosophique de la pensée de Carl Menger : l'Ethique à Nicomaque d'Aristote », Revue de philosophie économique, no 6,‎ 2002, p. 5-35
- Jacques Garello, « Portrait : Carl Menger (1840-1921) », La nouvelle lettre, no 1074,‎ 9 avril 2011, p. 8 (lire en ligne, consulté le 13 février 2013)
- Charles Menger, « La monnaie mesure de valeur », Revue d’économie politique, vol. 6, no 2,‎ février 1892, p. 159-175 (lire en ligne, consulté le 31 mai 2012)

### Ouvrages
- Carl Menger, Principes d'économie politique (traduit de l'allemand par G. Campagnolo), édition de 1871, 1re traduction des Grundsätze der Volkswirtschaftslehre, Wien, 1871, Wilhelm Braumüller, 288 p). édition critique française incluant les annotations manuscrites inédites de l’auteur. Avec une présentation et un historique des éditions. Préface de Bertram Schefold,  Seuil, « Économie humaine », 2020, 816 p .  (ISBN 978-2-02-141440-0)
- Gilles Campagnolo, Carl Menger : Entre Aristote et hayek aux sources de l’économie moderne, Paris, CNRS Éditions, coll. « CNRS Philosophie », 2008, 240 p. (ISBN 978-2-271-06639-8, présentation en ligne)
- Gilles Campagnolo, Critique de l’économie politique classique : Marx, Menger et l’École historique, Paris, PUF, coll. « Fondements de la politique », 2004, 335 p. (ISBN 2-13-053821-5)
- Gilles Campagnolo (dir.), Carl Menger et al., Existe-t-il une doctrine Menger ? Aux origines de la pensée économique autrichienne, Aix-en-Provence, Publications de l’Université de Provence, coll. « Collection Episteme », 2011, 284 p. (ISBN 978-2-85399-774-4, lire en ligne)Gilles Campagnolo “Was Carl Menger Aristotelian? A Rejoinder and Clarification” In Cosmos+Taxis, special issue on Menger, 2022, p. 88-99.
- Friedrich A. Hayek (trad. de l'anglais), Nouveaux essais de philosophie, de science politique, d’économie et d’histoire des idées, Paris, Les Belles Lettres, coll. « Bibliothèque classique de la liberté », 2008, 459 p. (ISBN 978-2-251-39047-5, présentation en ligne), chap. XVII (« La place des Grundsätze de Carl Menger dans l’histoire de la pensée économique »), p. 391-408
- Carl Menger (trad. de l'allemand par Gilles Campagnolo), Recherches sur la méthode dans les sciences sociales et en économie politique en particulier, Paris, Éditions de l’EHESS, coll. « EHESS-Translations », 2011, 576 p. (ISBN 978-2-7132-2270-2, présentation en ligne)
- (en) Ludwig von Mises, The Historical Setting of the Austrian School of Economics, New Rochelle, Arlington House, 1969, p. 9-10
- (en) Joseph A. Schumpeter (trad. de l'anglais), Ten Great Economists From Marx to Keynes, Londres, Routledge, 1997, 459 p. (ISBN 978-2-251-39047-5, présentation en ligne), chap. 3 (« Carl Menger (1840-1921) »), p. 80-90

### Littérature en anglais
- (en) Gilles Campagnolo, Sandye Gloria, Heinz Kurz et Richard Sturn « On the modernity of Carl Menger: criss-cross views. Roundtable conversation» European Journal for the History of Economic Thought, special issue on “Carl Menger’s Modernity”, vol. 29, 2022, p. 967-992.
- (en) Gilles Campagnolo, « Carl Menger on Time and Entrepreneurship », The European Journal Of The History Of Economic Thought, vol. 29, 2022, p. 817-835  https://doi.org/10.1080/09672567.2022.2111451
- Gilles Campagnolo “Was Carl Menger Aristotelian? A Rejoinder and Clarification” In Cosmos+Taxis, special issue on Menger, 2022, p. 88-99.
- Gilles Campagnolo, « From Karl Menger to Charles Menger at Last ‒ The (very) long delayed Reception in France of the Works by Austrian School Founder Carl Menger », in Economic Theories in Space and Time. (dir. V.S. Avtonomov et A. Ya. Rubinstein). Moscou: Institut d’Économie de l’Académie des Sciences, 2020/ St Pétersbourg, Aletheia, 2021, p. 73-102.  (ISBN 978-5-00165-173-4)
- Gilles Campagnolo, « Menger, Carl », in G. Faccarello & H. D. Kurz (Eds.), Handbook of the History of Economic Analysis. Cheltenham: Edward Elgar, I/42, 2018, p. 521-543.
- Gilles Campagnolo, « The Identity of the economic Agent- a Mengerian point of view », Cosmos + Taxis, double no “Complex Methodological Individualism & the Explanation of Social Phenomena”, 2 & 3, 2016, p. 64-77.
- Gilles Campagnolo et Christel Vivel, « The Foundations of the Theory of Entrepreneurship in Austrian Economics – Menger and Böhm-Bawerk on the Entrepreneur », no 15/1 Review of Economic Philosophy, 2014, p. 49-98.
- Gilles Campagnolo, Criticisms of Classical political economy. Menger, Austrian Economics and the German Historical School, London-New York, Routledge, xxiv + 416 p. Préface de Bertram Schefold, 2010.
- Gilles Campagnolo, Carl Menger. Discussed on the Basis of New Findings, Frankfurt/Main and Vienna, Peter Lang, 2008, 250 p.
- Gilles Campagnolo, Carl Menger. Discussed on the Basis of New Findings, Frankfurt/Main and Vienna, Peter Lang, 2008, 250 p.
- (en)  Bruce Caldwell, "Carl Menger and His Legacy in Economics", History of Political Economy, Supplément 22, 1990.
- (en) Howey, Richard S., The Rise of the Marginal Utility School: 1870-1889 (New York: Columbia University Press, 1989
- (en) Hulsmann, Guido, "Knowledge, Judgment, and the Use of Property", The Review of Austrian Economics, vol.10, no.1 (1997): 23-48.
- (en) Jaffe, William, "Menger, Jevons, and Walras De-Homegenized", Economic Inquiry 14 (December1976): 511-524.
- (en) Mises, Ludwig von, Theory and History: An Interpretation of Social and Economic Evolution (Auburn, AL: The Ludwig von Mises Institute, 1985), p. 62
- (en) Streissler E."To what Extent was the Austrian School Marginalist ?" History of Political Economy, (4, 2 1972)
- (en) Streissler and Monika Streissler, eds., Carl Menger's Lectures To Crown Prince Rudolph (Brookfield, VT: Edward Elgar, 1994), p. 3-25.